# 香港有線體育
香港有線體育（全稱：香港有線體育有限公司）是成立於2006年1月3日香港有線電視架構重組，為負責營運體育平台自設和外購頻道的公司。因為有線電視於2023年2月宣佈向政府交還收費電視牌照，各頻道最晚於2023年6月1日停止運作。

## 頻道
- 有線18台
- 有線越洋轉播賽事台

### 已停播
- 有線Sports Times：2004年開始播映，24小時提供足球台、體育台、球彩台等直播賽事時間表。2018年4月3日早上6時，i-Cable Sports Times的台號由第60/197/260頻道改為第600頻道。
- ESPN
- Ch63（2007-2018）：由於有線電視再沒有英超的直播權，英超台已於2007年6月1日早上6時停播及更名為Ch63（有線63台）；而這條空置頻道曾於2008年2月尾開始，至7月31日，及由9月12日至2009年3月13日，Ch63便滾筒式播放一個名為《有線電視之數碼電視廣播接收特輯》，節目中介紹怎樣接駁及接收數碼電視及有線電視。
- 有線高清204台
- 有線高清205台
- 高清200台
- 有線301台
- 有線302台
- 有線303台
- 有線304台
- 有線305台
- 有線306台
- 有線690台：英超自选服务
- 世界盃台／高清世界盃台：2006年，有線電視取得2006年世界盃足球賽的獨家播映權，故在6月1日至7月31日其間把英超台短暫易名為世界盃台，主要直播世界盃賽事，播放賽事精華及有線世界盃嘉年華等節目。
- 奧運一台／高清奧運一台
- 奧運二台／高清奧運二台
- 奧運三台／奧運3D台
- 奧運足球台／高清奧運足球台
- 冬奧1台
- 冬奧2台
- 冬奧3台
- 冬奧4台
- 冬奧新聞台
- 亞運台／高清亞運頻道
- 衛視體育台
- 全運台
- 有線賠率台：在2004年8月14日啟播，全面24小時主要使用文字顯示足智彩的各場足球賠率和球彩台節目預告，及使用走動式文字發放各場足球賽事上下半場賽果。頻道在2019年11月21日起正式停播。
- 有線球彩台：在2004年8月14日啟播，是有線電視的其中一個博彩頻道。主要使用文字播映足智彩的主客和、半場主客和、讓球主客和、讓球及角球大細賠率和球彩台的節目預告，如播放時即將有球賽進行，將會增加當場的入球大細、半場入球大細、第一隊入球、半全場、波膽及總入球賠率，以及使用走動式文字發放足智彩上下半場賽果、六合彩、六寶半全場和孖寶半全膽結果及派彩，毎日早上10至11時播放有線新聞（海外版），下午則播放18台賽馬節目，而晚上播放分析足智彩節目為主。2012年7月27日早上6時起至8月14日早上6時期間球彩台短暫更名為奧運三台以播放倫敦奧運賽事。2018年4月3日早上6時起，台號由第64/264頻道改為第604頻道。2019年12月3日起，有線電視重新整合體育平台頻道，有線球彩台（SD:ch604）易名為HD Sports Plus 2，並改為高清廣播，標清頻道為ch.664。此頻道將用作直播賽事備用頻道。
- 有線體育2台／有線高清體育2台
- 有線體育台／有線高清體育台
- 有線Sports Plus 1
- 有線Sports Plus 2
- 有線Sports Plus 3
- 有線高清603台
- 有線賽馬1台
- 有線賽馬2台

## 香港有線電視高清603台（hd603）
香港有線電視高清603台（hd603）（HD Channel 603）是香港有線電視體育平台其中一條頻道，前身為高清203台（hd203），是有線電視的其中一個體育頻道，於2009年8月14日開始播映。曾經是歐聯及歐霸直播後備頻道，2010年10月18日加入高清賽馬節目，由2011年8月13日起，高清體育平台進行重組，並開始24小時播映。現時接近完全與18台同步播放。

### 簡介
高清603台（hd603）是一條24小時的高清賽馬頻道，高清捕捉賽馬實況頻道，此頻道全日同步播放18台節目（指定情況除外，見「節目」部分）

### 歷史
高清203台（hd203）於2012年7月25日早上6時起至8月14日早上6時短暫更名為高清奧運足球台，播放倫敦奧運足球賽事。
2018年3月13日早上6時起高清203台（hd203）更名為高清603台（hd603），而台號由第203頻道改為第603頻道。
2023年6月1日深夜12時起，因應有線寬頻交還收費電視牌照，本頻道終止播映。

### 節目
- 賽馬：與有線18台同步播放（港股交易日的金融時段, 本地賽馬日的18賠率版及海外賽馬日的直播時段除外）
- 足球：歐洲聯賽冠軍盃及歐霸盃直播
- 時事資訊：樓盤傳真、拉近文化（轉播自有線財經資訊台，在非賽馬日的星期日與有線18台同步播放）

## 香港有線電視賽馬1-2台
香港有線電視賽馬1-2台（Horse Racing）在2019年12月19日啟播，是有線電視的其中一個賽馬頻道。賽馬1台以英語廣播。賽馬2台以國語廣播。